# Isabel Restrepo
María Isabel Restrepo (* 8. Oktober 1983 in Medellín) ist eine ehemalige kolumbianische Squashspielerin.

## Karriere
Isabel Restrepo erreichte ihre höchste Platzierung in der Weltrangliste mit Rang 160 im August 2006. Von 1999 bis 2007 war sie Mitglied der kolumbianischen Nationalmannschaft, mit der sie mehrfach an Panamerikameisterschaften und Panamerikanischen Spielen teilnahm. So gewann sie mit ihr 2007 bei den Panamerikanischen Spielen die Bronzemedaille.
Sie studierte am Trinity College, für das sie auch im College Squash aktiv war und absolvierte dort ein Bachelorstudium im Elektroingenieurwesen. Im Anschluss erwarb sie einen Master in Angewandter Mathematik an der Brown University, im Mai 2013 erhielt sie ihren PhD.

## Erfolge
- Panamerikanische Spiele: 1 × Bronze (Mannschaft 2007)
- Zentralamerika- und Karibikspiele: 1 × Bronze (Mannschaft 2006), 2 × Bronze (Doppel 2002, Mixed 2006)